# Taipei Story
Pour plus de détails, voir Fiche technique et Distribution.
Taipei Story (青梅竹馬, Qīngméi Zhúmǎ, littéralement Prune verte et cheval de bambou) est un film taïwanais réalisé par Edward Yang, sorti en 1985. Il est présenté au Festival de Locarno où il remporte le Prix FIPRESCI. C'est un film majeur de la nouvelle vague taïwanaise.
Il fait l'objet d'une restauration 4K par le laboratoire L'Immagine Ritrovata de la Cinémathèque de Bologne financée par le World Cinema Foundation en association avec la Cinémathèque Royale de Belgique.
A cette occasion, il sort en 2017 en France où il est resté inédit pendant 32 ans.

## Synopsis
Chin et Lung qui se connaissent depuis le lycée n'arrivent pas à franchir le pas et à se marier ou vivre ensemble. Elle est la secrétaire personnelle de madame Mei dans un grand cabinet d'architectes; il a une boutique de tissus. Alors qu'elle emménage seule dans un grand appartement, il part en voyage aux États-Unis pour essayer de monter une affaire avec le mari de sa sœur. En revenant, il s'arrête à Tokyo où vit Gwan, fille de son entraineur et ancien flirt, qui a épousé un japonais dont elle est en instance de divorce. Pendant son absence, Chin flirte avec monsieur Ke qui est architecte dans le même cabinet qu'elle.

## Fiche technique
- Titre : Taipei Story
- Titre original : 青梅竹馬, Qīngméi Zhúmǎ
- Réalisation : Edward Yang
- Scénario : Edward Yang et Chu Tien-wen
- Pays d'origine : Taïwan
- Format : Couleurs - 1,85:1 - Dolby Digital - 35 mm
- Genre : Action
- Durée : 110 minutes
- Dates de sortie :
  -  Taïwan : 1985
  -  Suisse : aout 1985 (Festival de Locarno)
  -  France : 12 avril 2017

## Distribution
- Tsai Chin : Chin
- Hou Hsiao-hsien : Lung
- Wu Nien-jen : l'ami de Lung chauffeur de taxi
- Lin Hsiu-ling : Ling, la sœur de Chin
- Ko Su-yun : Gwan
- Ke I-cheng : monsieur Ke, l'architecte
- Chen Shu-fang : madame Mei

## Production

### Genèse et développement
- Le titre original signifie Prune verte et cheval de bambou. Il fait référence à un poème de Li Bai datant de l'époque de la Dynastie Tang qui évoque les amours d'enfance[3]

### Attribution des rôles
- Le personnage de Lung est interprété par le célèbre réalisateur taïwanais Hou Hsiao-hsien.

## Accueil
Les critiques suivantes ont été publiées à l'occasion de la sortie du film en France en 2017.

### Accueil critique
L'accueil critique est positif : le site Allociné recense une moyenne des critiques presse de 4,3/5, et des critiques spectateurs à 3,0/5.
Pour Julien Gester de Libération, « Taipei Story, le deuxième long métrage d’Edward Yang, (est) son premier chef-d'œuvre. [...] Taipei Story décrit les mouvements contraires d'un couple d’amis-amants en faillite au milieu d'une ville prise dans l'étau semblable de la persistance de ses traditions et de son occidentalisation effrénée. ».
Pour Jacques Morice de Télérama, « Entre attachement aux traditions et soif de modernité, le film dessine de fascinantes trajectoires. Avec ses cadrages très graphiques, ses couleurs vives dans le clair-obscur, son sens du vide et du trop-plein, Edward Yang prouvait, déjà, son talent. ».
Pour Gérard Lefort de Inrockuptibles, « Taipei Story n'est pas sombre, c'est un film gris. On pourrait parler d'incommunicabilité, de métropole inhumaine, d'Antonioni comme modèle. Mais ce serait manquer que ce film pas bavard nous parle avec éloquence d'un monde qui allait déjà à sa perte au milieu des années 1980. ».
Pour Sandra Benedetti de Inrockuptibles, « Il était temps de (re)découvrir le deuxième film du Taïwanais Edward Yang dans toute la beauté de ses scènes nocturnes et de ses crépuscules amoureux. [...] Chronique intimiste scandée par le tapage incessant des rues, Taipei Story est un petit bijou à l'indolence trompeuse. ».

## Prix
- 1985 : Prix FIPRESCI au Festival de Locarno[9].

### Revue de presse
- David Fontaine, "Les films qu'on peut voir cette semaine : Taipei Story », Le Canard enchaîné, Paris, 19 avril 2017, p. 6,  (ISSN 0008-5405)